# Erich Lehmann (Photochemiker)
Erich Lehmann (* 9. August 1878 in Berlin; † 11. Januar 1942 ebenda) war ein deutscher Photochemiker und Hochschullehrer.

## Leben

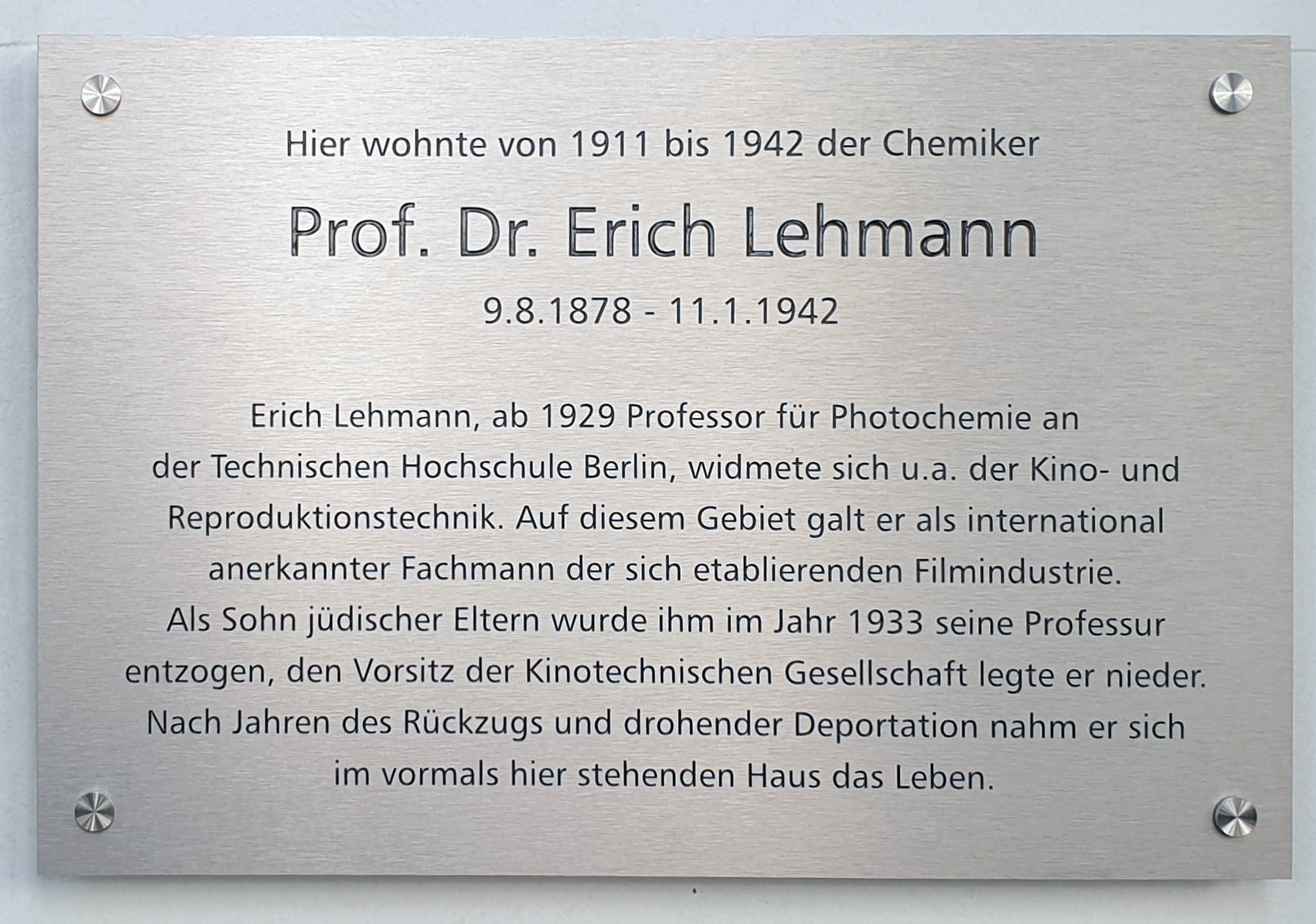
Gedenktafel am Haus, Carmerstraße 6, in Berlin-Charlottenburg

Lehmanns jüdische Eltern waren der promovierte Pharmazeut Moritz Meier Lehmann (1833–1902) aus Preußisch Stargard, der als Apotheker in Berlin eine Generalagentur für Mineralbrunnen betrieb, und Pauline Eleonore geborene Poppelauer (1839–1907) aus einer wohlhabenden Breslauer Familie.
Nach dem Abitur am Königlichen Wilhelms-Gymnasium in Berlin-Tiergarten studierte Lehmann an der Friedrich-Wilhelms-Universität zu Berlin Chemie (im Hauptfach), Philosophie, Physik und Paläontologie. Bei Wilhelm Traube fertigte Lehmann seine Dissertation an, die er nach dem positiven Gutachten Hans Landolts in der öffentlichen Disputation am 23. Januar 1901 erfolgreich verteidigte. Seine Opponenten waren Emil Berliner und Lehmanns bereits promovierte ältere Brüder Franz (1864–1936) und Walter Lehmann (1877–1936).
1902 wurde Lehmann Assistent Adolf Miethes im Photochemischen Institut der Königlich Technischen Hochschule zu Berlin. 1904 leitete er die Deutsche Unterrichtsausstellung auf der Saint Louis World’s Fair. Ab 1905 war er auch Dozent am Luftschiffer-Bataillon und an der Militärtechnischen Akademie, und er führte ein Seminar über Reproduktion und Druck von Landkarten beim Generalstab durch. Lehmann half Miethke bei der Entwicklung von Rezepturen für die Herstellung künstlicher Edelsteine für die Deutsche Edelstein-Gesellschaft.
Mit Erich Ladenburg (1878–1908) untersuchte Lehmann an der Technischen Hochschule zu Berlin das Absorptionsspektrum von Ozon. Ladenburgs Bericht auf der Tagung der Physikalischen Gesellschaft zu Berlin 1906 verhalf Lehmann 1908 zur Mitgliedschaft in der Physikalischen Gesellschaft. Im Januar 1908 begleitete Lehmann Miethe auf dessen Fotografie-Expedition nach Assuan. Für ihre Messungen im Februar und März 1908 stellte ihnen die ägyptische Regierung Räume in dem 160 m hoch gelegenen Fort Takuk mit ausgezeichneter Fernsicht zur Verfügung. Sie untersuchten die Phasen der Dämmerung und das Ende des UV-Spektrums der Sonne. Im August 1908 führte Lehmann entsprechende Messungen in Zermatt auf dem Gornergrat und im Osservatorio Capanna Regina Margherita durch. Mit den Ergebnissen bewies er im Gegensatz zu den bisherigen Vorstellungen die Unabhängigkeit des Endes ds UV-Spektrums der Sonne von der Höhenlage. Im selben Jahr habilitierte er sich mit seiner Arbeit über das Verhältnis von Absorption und Empfindlichkeit von photographischen Präparaten, und er konvertierte zum Protestantismus. Er hielt Vorlesungen über Farbfotografie.
Zu Beginn des Ersten Weltkriegs meldete er sich als Freiwilliger zur Armee und kam zunächst in eine Kartografie-Generalstabsabteilung. 1915 ließ er sich zu den Luftstreitkräften versetzten, wo er auf einer für ihn geschaffenen Stelle als Photochemiker die Luftbildfotografie leitete und das Kriegsministerium beriet.
Nach dem Krieg lehrte Lehmann neben seiner Lehrtätigkeit an der Technischen Hochschule zu Berlin auch an der Photographischen Lehranstalt des Lettehauses und an der Höheren Fachschule für Optiker.
Ein weiterer Arbeitsschwerpunkt Lehmanns wurde die Kinotechnik, als er einer der zwei wissenschaftlichen Mitarbeiter der 1921 von Miethe gegründeten und geleiteten Prüf- und Versuchsanstalt für Kinotechnik im Photochemischen Laboratorium der Technischen Hochschule wurde. Er meldete Patente an und beriet Zeiss Ikon und andere Firmen. 1922 wurde er nichtbeamteter außerordentlicher Professor. 1925 wählte ihn die Kinotechnische Gesellschaft einstimmig zu ihrem Vorsitzenden. Er beteiligte sich an der Normungsarbeit der Kinotechnik-Industrie und wurde 1926 einer der drei Prüfer für die Sicherheit von Filmvorführungen in Preußen. Nach Miethes Tod 1927 wurde Lehmann zwei Jahre später dessen Nachfolger mit Verbeamtung 1930. Mit anderen gründete er das Forschungsinstitut für das Graphische Gewerbe, dessen Direktor er 1931 wurde.
Nach der Machtergreifung der Nationalsozialisten wurde Lehmann aufgrund des Gesetzes zur Wiederherstellung des Berufsbeamtentums im Mai 1933 beurlaubt und trotz seiner Eingabe mit Hinweis auf seine einzigartige Tätigkeit an das Ministerium und des Frontkämpferprivilegs im September 1933 entlassen. Da er weniger als 10 Jahre verbeamtet war, hatte er keine Pensionsansprüche. Seine Zwillingsschwester Alice unterstützte ihn nun. Den Vorsitz der Kinotechnischen Gesellschaft, die ihn im März 1933 wiedergewählt hatte, gab er nach der Entlassung auf wie auch alle anderen Funktionen. In der Physikalischen Gesellschaft blieb er bis 1938. Emigrationsbemühungen nach den Novemberpogromen 1938 waren erfolglos. Am 11. Januar 1942 starb Lehmann in seiner Wohnung durch Suizid. Nach wenigen Wochen wurde das Wohnungsinventar mit wertvollen Bildern, Möbeln, alten Orientteppichen, persischen Schüsseln und ägyptischen und indischen Vasen weit unter Wert versteigert.
Lehmanns Zwillingsschwester Alice hatte noch mit ihrem Mann emigrieren können. Lehmanns verwitwete Schwester Margarethe Jacoby (1863–1941) hatte am 19. November 1941 Suizid begangen, während ihr einziges Kind Ewald Jacoby (1888–1944) in Auschwitz ermordet wurde.

## Gedenken
Am 12. Juni 2025 wurde an seinem ehemaligen Wohnort, Berlin-Charlottenburg, Carmerstraße 6, eine Gedenktafel enthüllt.